# الرسم البياني الوجودي
الرسم البياني الوجودي هو نوع من التدوين التخطيطي أو البصري للتعبيرات المنطقية، اقترح هذا النوع من الرسم البياني تشارلز ساندرز بيرس الذي كتب عن المنطق الرسومي في وقت مبكر من عام 1882 واستمر في تطوير الطريقة حتى وفاته في عام 1914.

## الرسوم البيانية
اقترح بيرس ثلاثة أنظمة للرسوم البيانية الوجودية:
- ألفا متماثل للمنطق الى المنطق الجملي والجبر البولي المكون من عنصرين.
- بيتا، متماثل للمنطق من الدرجة الأولى مع الهوية مع إغلاق جميع الصيغ.
- جاما، (تقريبًا) متماثل إلى منطق النموذج العادي.

أعشاش ألفا في بيتا وغاما لا تعشش بيتا في جاما ويكون منطق النموذج الكمي أكثر عمومية من الذي طرحه بيرس.

### ألفا
بنية الجملة هي:
- الصفحة الفارغة.
- أحرف أو عبارات مفردة مكتوبة في أي مكان على الصفحة.
- يمكن أن يكون أي رسم بياني محاطًا بمنحنى مغلق بسيط يسمى القطع أو sep، يمكن أن

يكون القطع فارغًا ويمكن أن تتداخل القطع وتتسلسل حسب الرغبة لكن يجب أن لا
تتقاطع أبدًا.
أي جزء جيد التشكيل من الرسم البياني هو رسم بياني فرعي.
الدلالات هي:
- الصفحة الفارغة تشير إلى الحقيقة؛
- من الممكن ان تكون الحروف والعبارات والرسوم البيانية الفرعية والرسوم البيانية

بأكملها صحيحة أو خاطئة.
- إن إحاطة رسم بياني فرعي بقطع يكون مكافئ إلى النفي المنطقي أو التكامل البولي ومن

ثم فإن القطع الفارغة تشير إلى خطأ.
- جميع الرسوم البيانية الفرعية من ضمن قطع معينة ملتصقة ضمنيًا.

ومن ثم فإن الرسوم البيانية ألفا هي تدوين بسيط للمنطق الجملي، يرتكز على كفاية التعبير لـ و
و ليس، تشكل الرسوم البيانية ألفا تبسيطًا جذريًا للجبر البولي المكون من عنصرين وعوامل
الحقيقة.
عمق الجسم هو عدد القطع التي تحيط به.
قواعد الاستدلال:
- الإدراج - يمكن إدراج أي رسم بياني فرعي في عمق ذو أرقام فردية.
- المحو - قد يتم مسح أي رسم بياني فرعي بعمق رقمي.

قواعد التكافؤ:
- قطع مزدوجة - يمكن رسم زوج من القطع بدون أي شيء بينهما حول أي رسم بياني

فرعي وبالمثل يمكن مسح قطعتين متداخلتين لا يوجد بينهما أي شيء، هذه القاعدة تعادل
الالتفاف الجملي.
- التكرار/التفريغ – لفهم هذه القاعدة من الأفضل عرض الرسم البياني على أنه بنية شجرة

لها عقد وأسلاف، يمكن نسخ أي رسم بياني فرعي P في العقدة n إلى أي عقدة اعتمادًا
على n، وبالمثل قد يتم مسح أي رسم بياني فرعي P في العقدة n إذا كانت هناك نسخة من
P في بعض العقدة السلفية لـ n (أي بعض العقد التي تعتمد عليها n). للحصول على قاعدة
مكافئة في سياق جبري، راجع C2 في قوانين الشكل.
يعالج البرهان الرسم البياني من عن طريق سلسلة من الخطوات مع تبرير كل خطوة بإحدى
القواعد المذكورة أعلاه، إذا كان من الممكن اختصار الرسم البياني بخطوات إلى الصفحة
الفارغة أو القطع الفارغة فهذا ما يسمى الآن بالحشو (أو المكمل له). إن الرسوم البيانية التي لا
يمكن تبسيطها إلى ما هو أبعد من نقطة معينة هي نظائرها من الصيغ المرضية لمنطق الدرجة
الأولى.

### بيتا
لاحظ بيرس المسندات باستخدام عبارات إنجليزية بديهية ويمكن أيضًا استخدام التدوين القياسي للمنطق المعاصر وهو الحروف اللاتينية الكبيرة، تؤكد النقطة وجود فرد ما في مجال الخطاب ويتم ربط مثيلات متعددة لنفس الكائن بخط يسمى "خط الهوية"، لا توجد متغيرات حرفية أو محددات كمية بمعنى منطق الدرجة الأولى ويمكن قراءة خط الهوية الذي يربط بين مسندين أو أكثر على أنه تأكيد على أن المسندات تشترك في متغير مشترك، يتطلب وجود خطوط الهوية تعديل قواعد ألفا للتكافؤ. يمكن قراءة الرسوم البيانية بيتا كنظام يتم فيه اعتبار جميع الصيغ مغلقة لأن جميع المتغيرات يتم قياسها ضمنيًا، إذا كان الجزء "الضحل" من خط الهوية له عمق زوجي (فردي) متساوي فإن المتغير المرتبط به يتم قياسه ضمنيًا (عالميًا). كان زيمان (1964) أول من لاحظ أن الرسوم البيانية بيتا متماثلة مع منطق الدرجة الأولى مع المساواة (انظر أيضًا زيمان 1967) ومع ذلك فإن الأدبيات الثانوية وخاصة روبرتس (1973) وشين (2002) لا تتفقا على كيفية حدوث ذلك. لا تتناول كتابات بيرس هذا السؤال لأن المنطق من الدرجة الأولى تم توضيحه بوضوح لأول مرة بعد بضع سنوات فقط من وفاته وتحديدًا في الطبعة الأولى لعام 1928 من مبادئ المنطق الرياضي لديفيد هيلبرت وويلهلم أكرمان.

### جاما
أضف إلى بناء جملة ألفا نوعًا ثانيًا من المنحنى المغلق البسيط، مكتوبًا باستخدام خط متقطع بدلاً من خط متصل. اقترح بيرس قواعد لهذا النمط الثاني من القطع الذي يمكن قراءته على أنه العامل الأحادي البدائي للمنطق النموذجي. كان زيمان (1964) أول من لاحظ أن التعديلات المباشرة لقواعد الرسم البياني لجاما تؤدي إلىالمنطق النموذجي المعروف S4 وS5 ومن ثم يمكن قراءة الرسوم البيانية لجاما كشكل غريب من المنطق النموذجي العادي، لقد ظلت هذه النتيجة التي توصل إليها زيمان دون ملاحظة حتى
يومنا هذا ولكنها مع ذلك يتم تضمينه هنا كنقطة اهتمام.

## دور بيرس
الرسوم البيانية الوجودية هي ذرية فضولية لبيرس عالم المنطق/عالم الرياضيات مع بيرس مؤسس سلسلة رئيسية من السيميائية. إن المنطق الرسومي لبيرس ليس سوى أحد إنجازاته العديدة في المنطق والرياضيات، في سلسلة من الأبحاث بدأت في عام 1867 وبلغت ذروتها ببحثه الكلاسيكي في عام 1885، طور بيرس الكثير من الجبر البولي المكون من عنصرين وحساب التفاضل والتكامل المقترح والقياس الكمي وحساب التفاضل والتكامل المسند وبعض نظرية المجموعات البدائية. يعتبر المنظرون النموذجيون أن بيرس هو الأول من نوعه، كما قام بتوسيع جبر علاقات دي مورغان وتوقف عن علم المعادن (الذي استعصى حتى على مبادئ
الرياضيات) لكن نظرية بيرس السيميائية المتطورة قادته إلى الشك في قيمة المنطق المصاغ باستخدام التدوين الخطي التقليدي وتفضيل تدوين المنطق والرياضيات في بعدين (أو حتى ثلاثة)، لقد تجاوز عمله مخططات أويلر ومراجعة فين لها عام 1880. استخدم كتاب فريج Begriffsschrift عام 1879 أيضًا تدوينًا ثنائي الأبعاد للمنطق ولكنه مختلف تمامًا عن تدوين بيرس.
اقترحت أول ورقة منشورة لبيرس حول المنطق الرسومي (أعيد طبعها في المجلد 3 من أوراقه المجمعة) نظامًا مزدوجًا (في الواقع) للرسوم البيانية الوجودية ألفا وتسمى الرسوم البيانية المطلقة وسرعان ما تخلى عن هذه الشكلية لصالح الرسوم البيانية الوجودية. عرضت الليدي ويلبي في فيكتوريا عام 1911 الرسوم البيانية الوجودية على سي كيه أوغدن الذي شعر أنه من الممكن دمجها بشكل مفيد مع أفكار ويلبي بشكل أقل غموضًا ،  بخلاف ذلك فقد جذبت القليل من الاهتمام خلال حياته وتم تشويه سمعتها أو تجاهلها دائمًا بعد وفاته حتى أطروحات الدكتوراه التي كتبها روبرتس (1964) و زيمان (1964).

## أنظر أيضا
- أمفيك
- الرسم البياني المفاهيمي